# بطباط أجرد
بطباط أجرد (الاسم العلمي: Polygonum glabratum) هي نوع من النباتات يتبع جنس البطباط من فصيلة البطباطية.